# Miseration
Miseration est un groupe suédois de death metal. formé en 2006. Le premier album de Miseration, Your Demons – Their Angels, est publié en septembre 2008. Leur deuxième album, intitulé The Mirroring Shadow, est publié au label Lifeforce Records en novembre 2009.

## Historique
Miseration est formé en 2006 en Suède. Le premier album de Miseration, Your Demons – Their Angels, est publié le 20 septembre 2008. Pour ce premier album, Brian Sweeney de Metal Review affirme que « nous ne savons pas si Miserable est un groupe chrétien ou non. La plupart des chansons et paroles ont été écrites par le guitariste Jani Stefanovic (Divinefire, Essence of Sorrow) pour un groupe appelé Renascent... Stefanovic est un grand chrétien, comme tout le monde dans le groupe à l'exception d'Alvestam. Alors, en l'absence de foi de la part du chanteur, Stefanovic écrit les paroles. Mais elles sont techniquement religieusement neutres. Techniquement. »
Miseration enregistre son deuxième album, intitulé The Mirroring Shadow, aux Panic-Room studios avec le producteur Tomas « Plec » Johansson dès juin 2009. L'album est terminé en septembre 2009, et publié au label Lifeforce Records le 16 novembre 2009.
Au début de 2012, le groupe révèle des détails sur son nouvel et troisième album à venir, intitulé Tragedy Has Spoken, qui sortira le 2 juillet en Europe et le 3 juillet en Amérique du Nord. Cet album traite des plus grandes tragédies de l'histoire de l'humanité. Une fois publié, l'album est relativement bien accueilli par la presse spécialisée,,.

## Membres

### Membres actuels
- Christian Älvestam - chant (depuis 2006)
- Jani Stefanovic - guitare solo, basse, batterie (2006–2010, depuis 2011)
- Marcus « Skägget » Bertilsson  – guitare rythmique (depuis 2006)
- Oscar Nilsson- batterie (depuis 2011)
- Christian Lundgren - basse (depuis 2012)

### Anciens membres
- Tobias Alpadie - guitare (2010–2011)
- Johan Ylenstrand – basse (2006–2011)
- Rolf « Stuka » Pilve – batterie (2006–2011)